# Château de la Bouillerie
Le château de la Bouillerie est un château situé à Crosmières (Sarthe) et inscrit aux monuments historiques le 1er juin 2017.

## Histoire
Le château du XVIIe siècle est remanié au début du XIXe siècle puis dans les années 1880.